# 駒澤
駒澤（日语：／ Komazawa */?）是東京都世田谷區的町名。現行行政地名為駒澤一丁目至駒澤五丁目。2013年9月1日為止的人口有16,077人。郵遞區號154-0012。

## 地理
駒澤鄰接深澤、東丘、弦卷、上馬、新町。町內有東急田園都市線駒澤大學站（所在地上馬）。並以駒澤大學與駒澤奧林匹克公園聞名。

### 與愛犬共度之街
駒澤奧林匹克公園設有Dog Run設施，週末有許多飼主在公園聚會。此外，公園旁開設了許多寵物狗相關商品專賣店及寵物狗可進入的咖啡廳，週末可見飼主帶著愛犬來此散步、消磨時光。

## 歷史

### 地名由來
1889年（明治22年）町村制施行，荏原郡上馬引澤村、下馬引澤村、野澤村、弦卷村、世田谷新町、深澤村6村合併，以上馬引澤村、下馬引澤村的「馬」（＝駒），野澤、深澤的「澤」合為新地名「駒澤」。

### 沿革
- 1889年（明治22年），町村制施行，荏原郡上馬引澤村、下馬引澤村、野澤村、弦卷村、世田谷新町、深澤村6村合併，為駒澤村。
- 1925年（大正14年）10月，駒澤村施行町制，為駒澤町。
- 1932年（昭和7年），東京市世田谷區成立，廢除「駒澤」，舊村名上馬町、下馬町、野澤町、三軒茶屋町、深澤町、新町、弦卷町為新區町名。
- 1967年（昭和42年），實施住居表示，町域變更，舊上馬町、弦卷町、舊新町、舊深澤町各一部分合併為「駒澤」。

## 設施
- 駒澤奧林匹克公園
- 駒澤大學
- 東京都水道局駒澤給水所　位於世田谷區弦卷2丁目。大正13年完成時屬東京府荏原郡駒澤町。

## 備註
1. ↑  .   [2013-09-06]. （原始内容存档于2014-07-19）. （页面存档备份，存于）